# إدوارد بي. ماكينا
إدوارد بي. ماكينا هو سياسي أمريكي، ولد في 1883، وتوفي في 14 أكتوبر 1942. نشط حزبياً في الحزب الديمقراطي. وقد انتخب عضو مجلس ولاية ميشيغان ‏.